# NGC 822
NGC 822 è una galassia ellittica situata nella costellazione della Fenice, a una distanza di circa 253 milioni di anni luce dalla nostra Via Lattea.

## Scoperta
La galassia è stata scoperta il 5 settembre 1834 dall'astronomo britannico John Herschel.

## Gruppo di NGC 862
NGC 822 fa parte di un gruppo di tre galassie, il Gruppo di NGC 862. La terza galassia del trio è ESO 298-008.
NGC 822 e ESO 298-008 formano anche una coppia di galassie.